# Міланич Володимир Олександрович
Володимир Олександрович Міланич (нар. 22 травня 1987) — український футбольний арбітр.

## Кар'єра
Володимир Миланич кар'єру почав в 2003-му році з регіональних змагань. На рівні Першої ліги працював з 2013 року. У Кубку України перетинався з представниками елітного дивізіону «Зіркою» (сезон 2016/17), «Дніпром» (2015/16) та «Карпатами» (2014/15).
На початку 2018 року разом із Максимом Козиряцьким був включений у список арбітрів, що обслуговують матчі Прем'єр-ліги